# Polska Formuła 3 Sezon 2001
Polska Formuła 3 Sezon 2001 – dwunasty sezon Polskiej Formuły 3 (pierwszy jako Formuła Super Sport), rozgrywany w ramach WSMP.

## Kalendarz
| Runda | Data           | Tor           |
| ----- | -------------- | ------------- |
| 1     | 5 maja         | Poznań        |
| 2     | 26 maja        | Poznań        |
| 3     | 26 maja        | Poznań        |
| 4     | 28 lipca       | Kamień Śląski |
| 5     | 11 sierpnia    | Kamień Śląski |
| 5     | 11 sierpnia    | Kamień Śląski |
| 6     | 1 września     | Poznań        |
| 7     | 6 października | Kielce        |

## Klasyfikacja kierowców
| Msc. | Kierowca           | Pkt. |
| ---- | ------------------ | ---- |
| 1    | Tadeusz Kłosowski  | 120  |
| 2    | Michał Gil         | 83   |
| 3    | Hieronim Kochański | 76   |
| 4    | Wojciech Jankowski | 69   |
| 5    | Jacek Sadkiewicz   | 58   |
| 6    | Marek Sawczenko    | 56   |
| 7    | Wojciech Gąsecki   | 45   |
| 8    | Robert Podolski    | 17   |
| 9    | Maurycy Kochański  | 15   |
| 10   | Michał Tuszyński   | 12   |
| 11   | Tomasz Dąbrowski   | 11   |